# Гальбертсма, Эльтье

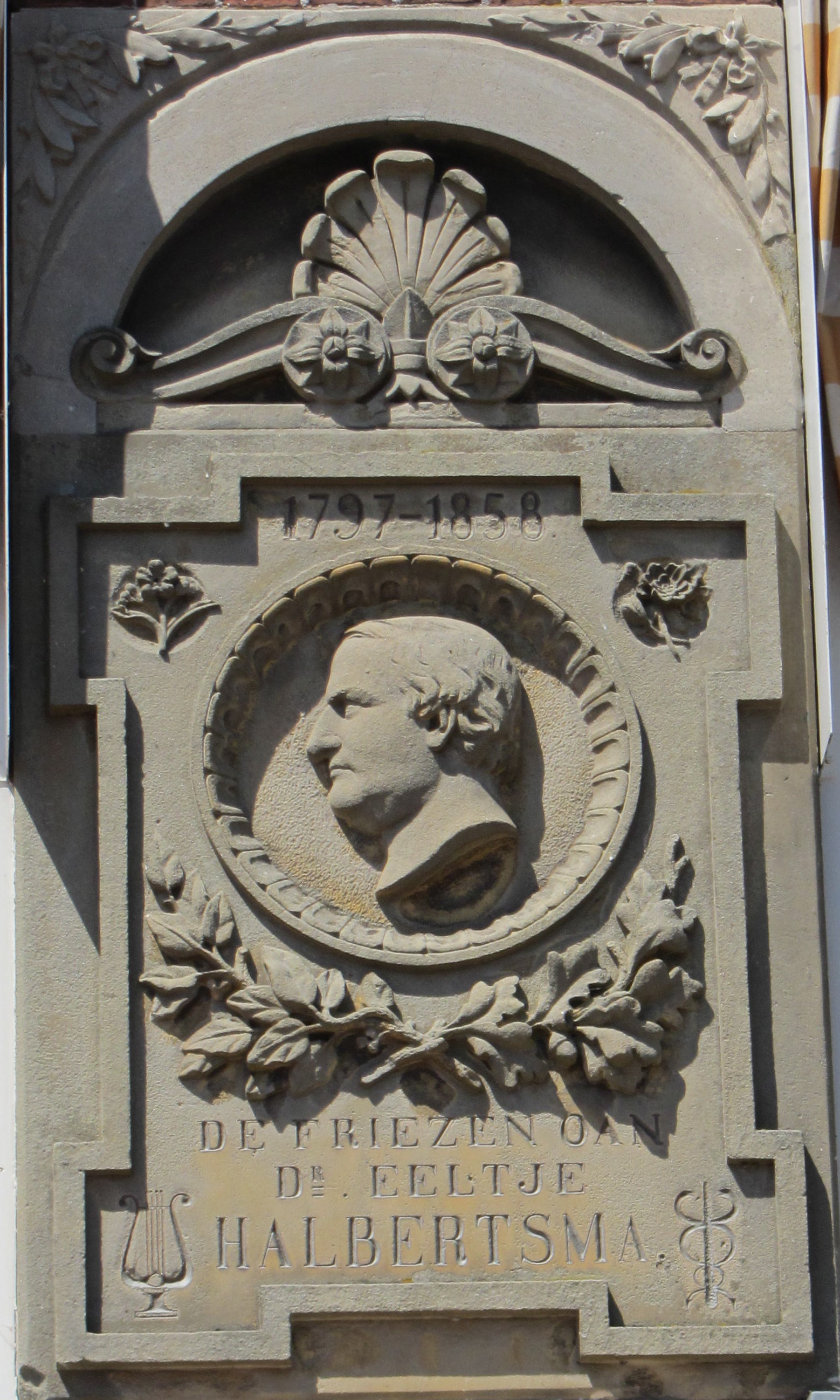
Мемориальная плита Эльтье Хиддес Гальбертсма в Гроу

Эльтье Хиддес Гальбертсма (нидерл. Eeltsje Hiddes Halbertsma; 8 октября 1797, Грау  вблизи Леувардена — 22 марта 1858, там же) — голландско-фрисландский писатель
, поэт, переводчик, медик. Автор неофициального фризского гимна De âlde Friezen.

## Биография
Изучал медицину в университетах Лейдена и Гейдельберга . С 1818 года работал врачом в Пюрмеренде, затем до 1854 года в своём родном городе Гроу.

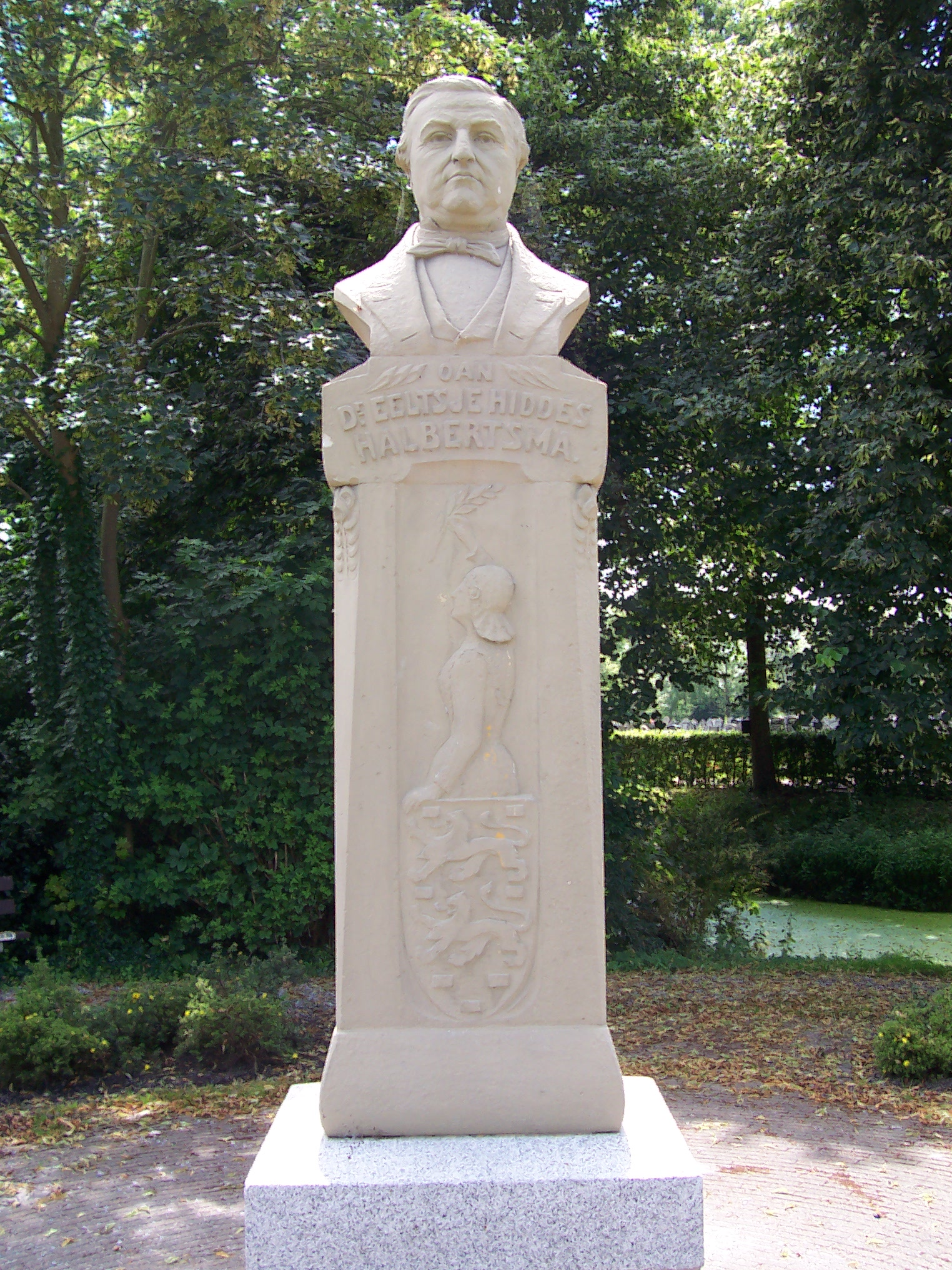
Памятник Эльтье Хиддес Гальбертсма в Гроу

Вместе со своими братьями Юстусом и Цьяллингом основал движение Новой Фризской литературы (De Fryske Bewegungsing), они были одними из первых, сочетавшими романтические идеи с фризскими народными сказками.
Автор стихотворений, изданных на фризском языке. Сборник «Rimen en Teltsjes» (стихи и рассказы) по сей день является классикой Западной Фризии. Сборник западно-фризских песен впервые был им издан в 1822 году. Кроме того, Э. Гальбертсма написал много рассказов на фризском языке.
В 1857 году перевёл сборник стихов Клауса Грота с нижненемецкого языка на западнофризский.

## Избранные произведения
- De lapekoer fen Gabe scroar (1822),
- Twigen uw ien alde stamme (1849),
- Minne Jorrits Reis (1851),
- Ee Quikborn (1857).